# Hüseyin Yılmaz
Hüseyin Yılmaz (im Englischen als Huseyin Yilmaz zitiert) (* 13. August 1924 in Acıpayam, Türkei; † 27. Januar 2013 in Cambridge, Massachusetts) war ein türkischstämmiger US-amerikanischer theoretischer Physiker.

## Werdegang
Yılmaz, der früh (mit 12 Jahren) verwaiste, studierte Elektrotechnik an der Technischen Universität in Istanbul (Bachelor-Abschluss 1950, Master-Abschluss 1951, wobei er einen Preis als bester Graduierter seines Jahrgangs erhielt) und ab 1952 am MIT, wo er 1954 promovierte. 1954 bis 1956 war er Assistant Professor in Physik am Stevens Institute of Technology. 1956 war er beim National Research Council of Canada. Ab 1957 war er bei Sylvania Electric Products. 1958/9 war er am Institute for Advanced Study in Princeton, ab 1962 als Senior Staff Member in der Entwicklungsabteilung von Arthur D. Little Inc. (sowie gleichzeitig in der Biologischen Fakultät des MIT) und 1964 am Institute for Perception Research in Eindhoven tätig. Später gehörte ihm die Firma Perception Technology Corporation in Winchester (Massachusetts), in den 1990er Jahren war er am Electro-Optics Research Center der Tufts University und bei Hamamatsu Photonics beschäftigt.
Yılmaz beschäftigte sich mit Gravitationstheorie und ab den 1960er Jahren mit der Wahrnehmung von Farben und Sprachverstehen. Er entwickelte ab 1960 eine Theorie der Farbwahrnehmung, die auf der Evolutionstheorie aufbaute und von Arbeiten von Edwin Land angeregt wurde.
Er veröffentlichte schon 1958 eine umstrittene Theorie zur Gravitation, die im Grenzfall schwacher Felder der Allgemeinen Relativitätstheorie entspricht (da sie die eine Seite der Feldgleichungen, den Einsteintensor, unverändert lässt, aber dem Energie-Impuls-Tensor, also der „anderen Seite“ der Feldgleichungen, einen Gravitationsbeitrag hinzuaddiert), aber keine Ereignishorizonte (und damit auch keine schwarzen Löcher) und (so Yılmaz) auch keinen Big Bang und kein expandierendes Universum kennt. Weiter behauptete Yılmaz, eine Diskrepanz in der Allgemeinen Relativitätstheorie gefunden zu haben (keine Anziehung für eng beieinanderliegende unendlich ausgedehnte parallele dünne Platten), was ebenfalls bestritten wurde (von Clifford Will und William Unruh sowie Edward Fackerell). Yılmaz Motivation war die Suche nach einer Gravitationstheorie, die kompatibel mit der Quantenmechanik ist.
In den 1970er Jahren befasste er sich mit Wissenschaftsphilosophie.
1959 erhielt er den Gravity Research Foundation Award für Arbeiten zu Maser-Experimenten zum Test der Allgemeinen Relativitätstheorie. 1965 erhielt er eine Ehrenprofessur der Northeastern University.
Sein Sohn Lev Yilmaz (* Levni Yilmaz, 1973) in San Francisco ist Filmmacher (Autor einer Reihe von Cartoon-Filmen Tales of mere existence).

## Schriften
- Introduction to the theory of relativity and the principles of modern physics. Blaisdell, New York, 1965
- Perception and philosophy of science. In: Robert S. Cohen, Marx Wartofsky (Hrsg.): Logical and epistemological studies in contemporary physics. Boston Studies in the Philosophy of Science, Band 13, Reidel 1974, S. 1–91